# カールトン・カーペンター
カールトン・カーペンター（Carleton Carpenter、1926年7月10日 - 2022年1月31日）は、アメリカ合衆国の俳優。

## 俳優業

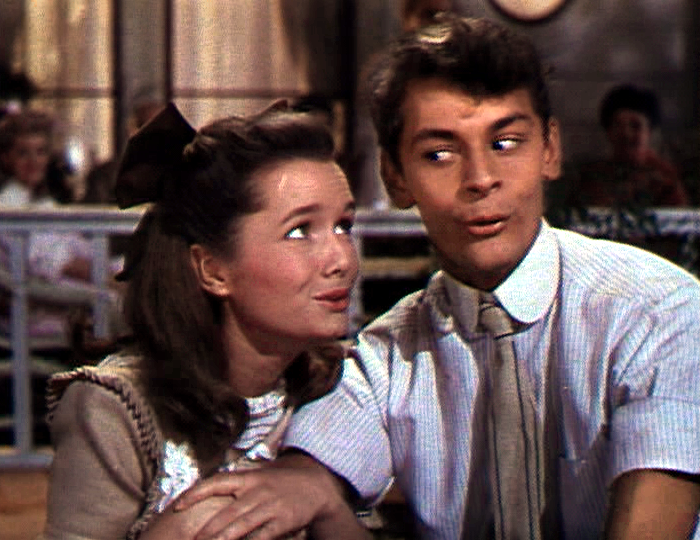
1950年、『トゥ・ウィークス・ウイズ・ラブ』のカーペンターとデビー・レイノルズ

1950年、カーペンターはメトロ・ゴールドウィン・メイヤーと契約し、3年間で『花嫁の父』(1950年)、『土曜は貴方に』(1950年)、『サマー・ストック』(1950年)、『トゥ・ウィークス・ウイズ・ラブ』(1950年)、『復讐の谷』(1951年)、『Fearless Fagan』(1952年、主演)、『Sky Full of Moon』(1952年、主演)、『あの高地を取れ』(1953年)の8本の映画に出演した。1950年に出演した『土曜は貴方に』と『トゥ・ウィークス・ウイズ・ラブ』において、デビー・レイノルズと共演して有名になった。『土曜は貴方に』で2人はヴォードヴィリアンのダン・ヒーリー役、ヘレン・ケイン役で「I Wanna Be Loved by You」を演じた。なお、ケイン自身がレイノルズの吹替をした。『トゥ・ウィークス・ウイズ・ラブ』において「Aba Daba Honeymoon」をデュエットし、そのサウンドトラックはゴールドレコードを受け、ビルボード誌で第3位となった。

## 主な出演作品
- 花嫁の父 Father of the Bride (1950)
- 土曜は貴方に Three Little Words (1950)
- サマー・ストック（英語版） Summer Stock (1950)
- トゥ・ウィークス・ウイズ・ラブ Two Weeks with Love (1950)
- 復讐の谷（英語版） Vengeance Valley (1951)
- Fearless Fagan (1952、主演)
- Sky Full of Moon (1952、主演)
- あの高地を取れ Take the High Ground! (1953)
- 潜望鏡を上げろ Up Periscope (1959)